# Alternative démocratique nationale (Portugal)
L'Alternative démocratique nationale (en portugais : Alternativa Democrática Nacional, abrégé en ADN), dénommée Parti démocratique républicain (en portugais : Partido Democrático Republicano, abrégé en PDR) jusqu'en octobre 2021, est un parti politique portugais. 

## Histoire
Le parti est fondé le 5 octobre 2014 sous le nom de Parti démocratique républicain par l'avocat et eurodéputé António Marinho e Pinto, précédemment élu pour le compte du Parti de la Terre.
L'inscription du PDR au registre des partis politiques portugais est entérinée par le Tribunal constitutionnel le 11 février 2015, avant que le parti ne rejoigne le Parti démocrate européen le 5 mai suivant.
Lors des élections législatives de 2015, premier scrutin auquel concourt le parti, celui-ci obtient 1,13% des suffrages exprimés à l'échelon national mais aucun député du PDR n'est élu. Marinho e Pinto perd son siège d'eurodéputé quatre ans plus tard, lors d'élections européennes de 2019 où le parti n'obtient que 0,48% des suffrages exprimés. 
Après l'annonce de Marinho e Pinto de sa non-recandidature à la tête du parti après les élections législatives de 2019, Bruno Fialho en est élu président le 18 janvier 2020.
Le 13 mars 2021, avec pour objectif de donner un second souffle au parti et d'en renforcer l'inclusivité, le parti adopte un changement de nom pour devenir l'Alternative démocratique nationale. La modification est acceptée et enregistrée par le Tribunal constitutionnel le 28 septembre de la même année,.
Lors de la campagne législative de 2022, le parti entame, sous l'impulsion de son président Bruno Fialho, un virage vers le négationnisme de la pandémie de Covid-19. Il se positionne ainsi contre le port du masque, contre les politiques de dépistage de la maladie, contre les vaccins et contre les restrictions sanitaires. Ce positionnement culmina jusqu'à l'absence physique de Bruno Fialho lors du débat organisé par la RTP entre les têtes de liste des partis extra-parlementaires, celui-ci refusant de se faire dépister et participant alors aux échanges par vidéoconférence.
Le très bon résultat de l'Alternative démocratique nationale aux élections législatives de 2024 est remarqué. S'il n'obtient pas de sièges, l'ADN réunit plus de 100 000 voix qui représentent 1,65 % des suffrages exprimés, contre dix fois moins et 0,20 % en 2022. Ce résultat est attribué par l'Alliance démocratique (AD) à la confusion provoquée chez les électeurs entre elle et la petite formation, qui lui aurait fait perdre ces voix du fait de la proximité de leurs logo et abréviations,.

## Controverse
En mai 2016, le vice-président du PDR, Pedro Bourbon, ainsi que trois autres membres du parti sont suspendus après avoir été arrêtés pour suspicion d'enlèvement et d'assassinat d'un homme d'affaires de Braga.

## Organisation

### Historique des présidents
|                         | Nom                     | Dates du mandat | Dates du mandat           | Notes                       |
| ----------------------- | ----------------------- | --------------- | ------------------------- | --------------------------- |
| António Marinho e Pinto | António Marinho e Pinto | 5 octobre 2014  | 18 janvier 2020           | Député européen (2014-2019) |
| Bruno Fialho            | Bruno Fialho            | 18 janvier 2020 | En cours (au 2 mars 2025) | -                           |

## Résultats électoraux

### Élections présidentielles
| Année | Candidat                 | 1er tour                 | 1er tour                 | 1er tour                 | 2d tour                  | 2d tour                  | 2d tour                  |
| Année | Candidat                 | Voix                     | %                        | Rang                     | Voix                     | %                        | Rang                     |
| ----- | ------------------------ | ------------------------ | ------------------------ | ------------------------ | ------------------------ | ------------------------ | ------------------------ |
| 2016  | Pas de candidat présenté | Pas de candidat présenté | Pas de candidat présenté | Pas de candidat présenté | Pas de candidat présenté | Pas de candidat présenté | Pas de candidat présenté |
| 2021  | Pas de candidat présenté | Pas de candidat présenté | Pas de candidat présenté | Pas de candidat présenté | Pas de candidat présenté | Pas de candidat présenté | Pas de candidat présenté |
| 2026  | Joana Amaral Dias        | À venir                  | À venir                  | À venir                  | À venir                  | À venir                  | À venir                  |

### Élections législatives
| Année | Tête de liste           | Voix    | %    | Rang | Sièges  | Statut              |
| ----- | ----------------------- | ------- | ---- | ---- | ------- | ------------------- |
| 2015  | António Marinho e Pinto | 61 632  | 1,14 | 8e   | 0 / 230 | Extra-parlementaire |
| 2019  | António Marinho e Pinto | 11 761  | 0,22 | 16e  | 0 / 230 | Extra-parlementaire |
| 2022  | Bruno Fialho            | 10 874  | 0,20 | 14e  | 0 / 230 | Extra-parlementaire |
| 2024  | Bruno Fialho            | 102 134 | 1,65 | 9e   | 0 / 230 | Extra-parlementaire |
| 2025  | Joana Amaral Dias       | 81 660  | 1,35 | 9e   | 0 / 230 | Extra-parlementaire |

### Élections européennes
| Année | Tête de liste           | Voix   | %    | Rang | Sièges | Statut              |
| ----- | ----------------------- | ------ | ---- | ---- | ------ | ------------------- |
| 2019  | António Marinho e Pinto | 15 790 | 0,48 | 14e  | 0 / 21 | Extra-parlementaire |
| 2024  | Joana Amaral Dias       | 54 120 | 1,40 | 8e   | 0 / 21 | Extra-parlementaire |

### Élections régionales

#### Région autonome des Açores
| Année | Tête de liste          | Voix                   | %                      | Rang                   | Sièges                 | Statut              |
| ----- | ---------------------- | ---------------------- | ---------------------- | ---------------------- | ---------------------- | ------------------- |
| 2016  | Rui Costa Estrela      | 84                     | 0,09                   | 12e                    | 0 / 57                 | Extra-parlementaire |
| 2020  | Pas de liste présentée | Pas de liste présentée | Pas de liste présentée | Pas de liste présentée | Pas de liste présentée | Extra-parlementaire |
| 2024  | Rui Matos              | 381                    | 0,33                   | 10e                    | 0 / 57                 | Extra-parlementaire |

#### Région autonome de Madère
| Année | Tête de liste | Voix | %    | Rang | Sièges | Statut              |
| ----- | ------------- | ---- | ---- | ---- | ------ | ------------------- |
| 2019  | Filipe Rebelo | 603  | 0,42 | 14e  | 0 / 47 | Extra-parlementaire |
| 2023  | Miguel Pita   | 617  | 0,46 | 13e  | 0 / 47 | Extra-parlementaire |
| 2024  | Miguel Pita   | 772  | 0,57 | 12e  | 0 / 47 | Extra-parlementaire |
| 2025  | Miguel Pita   | 691  | 0,49 | 12e  | 0 / 47 | Extra-parlementaire |

### Élections municipales
| Année | Municipalités | Municipalités | Municipalités | Municipalités | Municipalités | Freguesias | Freguesias | Freguesias  |
| Année | %             | Rang          | Maires        | Échevins      | Conseillers   | %          | Rang       | Conseillers |
| ----- | ------------- | ------------- | ------------- | ------------- | ------------- | ---------- | ---------- | ----------- |
| 2017  | 0,05          | 29e           | 0 / 308       | 0 / 2074      | 1 / 6461      | 0,04       | 31e        | 4 / 27019   |
| 2021  | 0,01          | 66e           | 0 / 308       | 0 / 2064      | 0 / 6448      | 0,00       | 70e        | 0 / 26797   |

### Source de traduction
- (pt) Cet article est partiellement ou en totalité issu de l’article de Wikipédia en portugais intitulé « Alternativa Democrática Nacional » (voir la liste des auteurs).